# Громковский, Владимир Васильевич
Владимир Васильевич Громковский — русский хозяйственный и политический деятель советского времени.

## Биография
Родился в 1929 году в Ленинграде. Член КПСС.
Окончил ЛЭТИ.
С 1952 года — на хозяйственной, общественной и политической работе.
В 1952—1955 гг. — инструктор Ленинградского обкома ВЛКСМ.
В 1955—1960 гг. — инженер, старший инженер, ведущий инженер, заместитель главного инженера, директор НИИ-3 («Морфизприбор»), Министерства судостроительной промышленности СССР. С 1960 года — его директор, до 1972 года.
В 1972—1988 гг. — генеральный директор научно-производственного объединения «Океанприбор», созданного им самим из «Морфизприбор» и четырёх заводов, производивших разработанную НИИ технику. В 1988—1999 гг. — преподаватель ЛЭТИ, по совместительству ведущий инженер НИИ «Морфизприбор».
Скончался 29 июля 2023 года.